# يلدرم
يلدرم (بالتركية: Yıldırım)‏ هي بلدة ومُديريَّة تقع في ولاية بورصة بتركيا. تصل مساحتها إلى 399 كم²، وترتفع عن سطح البحر حوالي 150 م.